# Leonardo Zabala
Leonardo Yassir Zabala Zeballos (ur. 23 maja 2002 w Santa Cruz) – boliwijski piłkarz występujący na pozycji środkowego obrońcy, reprezentant Boliwii, od 2024 roku zawodnik meksykańskiego Cancún.